# Delfzijl (gemeente)
Delfzijl (uitspraakⓘ; Gronings: Delfziel) is een voormalige gemeente in Nederland die bestond tot 2021. Deze voormalige gemeente besloeg een oppervlakte van 227,4 km² (waarvan 94,49 km² water) en telde vlak voor de opheffing 24.635 inwoners (1 december 2020). De gemeente bestond naast de stad Delfzijl uit 13 dorpen en 24 buurtschappen. De gemeente Delfzijl ontstond in 1808 en werd bij de gemeentelijke herindeling van 1990 uitgebreid met de toen opgeheven gemeenten Bierum en Termunten. Op 1 januari 2021 fuseerde de gemeente Delfzijl met Appingedam en Loppersum tot de nieuwe gemeente Eemsdelta.

## Geografie

### Indeling
De gemeente Delfzijl omvatte de volgende plaatsen, dorpen, gehuchten en buurtschappen: Amsweer, Arwerd, Baamsum, Bierum, Biessum, Binnen Ae, Borgsweer, Dallingeweer, Dekkershuizen, Delfzijl, Farmsum, Feldwerd, Fiemel, Geefsweer, Godlinze, Heveskes, Heveskesklooster, Ideweer, Holwierde, Krewerd, Ladysmith, Lalleweer, Losdorp, Meedhuizen, Nansum, Naterij, Nooitgedacht, Opmeeden, Oterdum, Polen, Spijk, Termunten, Termunterzijl, Tuikwerd, Tuikwerderrak, Tweehuizen, Uiteinde, Uitwierde, Vierburen, Vierhuizen, Wagenborgen, Wartum, Weiwerd, Woldendorp en Zeshuizen.
De grootste plaatsen waren:
| Woonplaats (BAG) | Inwoners 2023 |
| ---------------- | ------------- |
| Delfzijl         | 15.380        |
| Wagenborgen      | 1.700         |
| Spijk            | 1.645         |
| Farmsum          | 1.665         |
| Holwierde        | 945           |

## Bevolking
De plaats Delfzijl is een van de plaatsen in Nederland die het meest te maken hebben met bevolkingsdaling. In 1981 bereikte het inwonertal een hoogtepunt, daarna werd een dalende trend in gang gezet. Hieronder de ontwikkeling van de voormalige gemeente Delfzijl.
| Bevolkingsontwikkeling gemeente tussen 1909 en 2020                            |
| ------------------------------------------------------------------------------ |
|                                                                                |
| Bron: Volkstellingen en CBS, 1909-1990 optelling Delfzijl, Termunten en Bierum |

## Politiek en bestuur

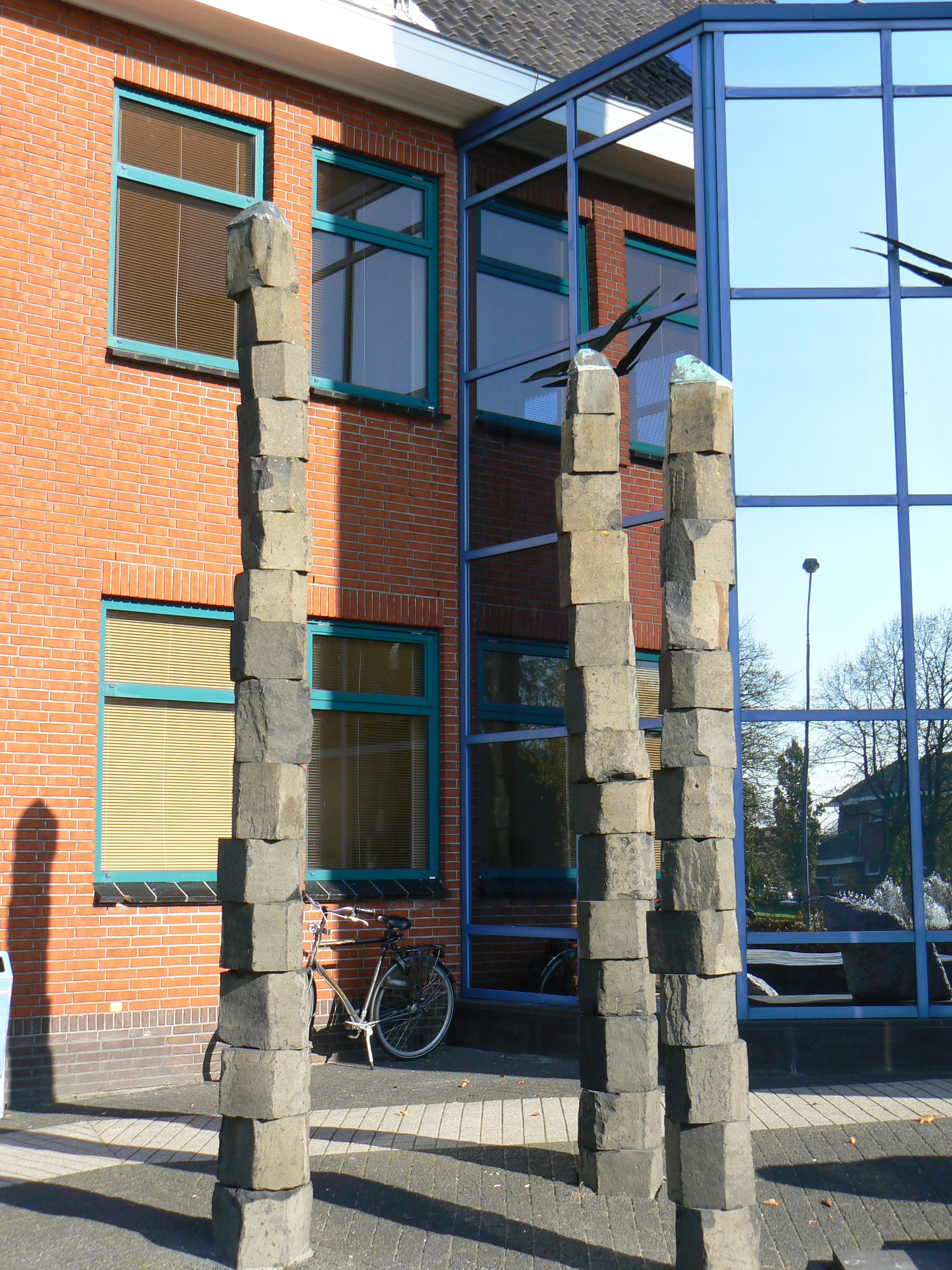
De entree van het Gemeentehuis van Delfzijl met het kunstwerk "Seesight" van beeldend kunstenaar Hans Mes

### Bestuurlijke perikelen
De gemeente Delfzijl werd in het eerste decennium van de 21e eeuw geplaagd door een onrustige politieke situatie. Veel raadsleden, wethouders en de gemeentesecretaris moesten voortijdig het veld ruimen vanwege allerhande conflicten, beschuldigingen en malversaties. De burgemeesters Haaksman en Appel moesten aftreden. Appel, een van de eerste per referendum gekozen burgemeesters van Nederland, beschuldigde bij haar aftreden de politiek van Delfzijl ervan het 'Sicilië aan de Eems' te zijn; er zou sprake zijn van achterkamertjespolitiek en belangenverstrengeling. Hoewel Commissaris van de Koningin Hans Alders ontkende dat dit het geval was, was het wel duidelijk dat er iets aan de hand was. Er was een snelle opeenvolging van waarnemend burgemeesters die deze gemeente 'weer in het gareel' moesten krijgen. Bij de gemeenteraadsverkiezingen van 2006 werd uit protest bijna 30% van de stemmen blanco uitgebracht. Het Rijk stelde de gemeente vervolgens gedurende 6 jaar onder gedeeltelijke bestuurlijke curatele en verleende bestuurlijke bijstand om de gemeente weer op de rails te krijgen en het bestuurlijke vertrouwen te herstellen. Om de rust terug te brengen werd op 15 september 2008 de PvdA'er Emme Groot burgemeester. Hij is geboren in Delfzijl, was sinds 2000 burgemeester van buurgemeente Appingedam en kende de lokale verhoudingen. Na 7 jaar vertrok hij in 2015 en werd opgevolgd door waarnemend burgemeester Gerard Beukema.

### Gemeenteraad
De gemeenteraad van Delfzijl bestond uit 19 zetels. Hieronder staat de samenstelling van de gemeenteraad sinds 1994:
| Partij                  | 1994 | 1998 | 2002 | 2006 | 2010 | 2014 | 2018 |
| ----------------------- | ---- | ---- | ---- | ---- | ---- | ---- | ---- |
| Fractie 2014            | -    | -    | -    | -    | 3    | 4    | 4    |
| ChristenUnie*           | 1    | 1    | 1    | 4    | 3    | 3    | 3    |
| Lijst Stulp             | -    | -    | -    | 2    | 3    | 4    | 3    |
| VVD                     | 3    | 4    | 2    | 2    | 3    | 3    | 3    |
| PvdA                    | 9    | 9    | 7    | 9    | 4    | 2    | 2    |
| CDA                     | 5    | 5    | 4    | 3    | 3    | 2    | 1    |
| Seniorenpartij Delfzijl | -    | -    | -    | -    | -    | 2    | 1    |
| PVV                     | -    | -    | -    | -    | -    | -    | 1    |
| GroenLinks              | 1    | 1    | 1    | 1    | -    | -    | 1    |
| D66                     | 4    | 1    | -    | -    | 1    | 1    | -    |
| Sociaal Delfzijl        | -    | -    | -    | -    | 1    | 0    | -    |
| Gemeentebelangen        | -    | -    | 6    | -    | -    | -    | -    |
| SP                      | -    | 2    | -    | -    | -    | -    | -    |
| Totaal                  | 23   | 23   | 21   | 21   | 21   | 21   | 19   |

* Deed in 1994 en 1998 mee als combinatie RPF/GPV

### Bestuurlijke toekomst
In 2012 verscheen het rapport Grenzeloos Grunnen van de commissie-Jansen, waarin werd gesteld dat het onontkoombaar was dat er gemeentelijke fusies zouden moeten plaatsvinden om de bestuurlijke taken beter aan te kunnen. Voor Delfzijl werd een samenvoeging voorzien met Appingedam en Loppersum en de Eemshaven. De toevoeging van de haven werd fel bepleit door Groningen Seaports. De gemeente Eemsmond, die al decennia eerder de haven vreesde te verliezen aan Delfzijl, wilde de nu eindelijk goed florerende haven echter zelf houden en was woedend over deze gang van zaken, waarbij haar gemeente zou worden opgesplitst. Zij pleitte direct voor een supergemeente inclusief Winsum, Bedum en De Marne. Delfzijl vreesde echter hierin een decentrale positie te krijgen en was hier op tegen. Uiteindelijk besloten Bedum, Eemsmond, De Marne en Winsum een eigen gemeente te vormen onder de naam Het Hogeland. Daarop besloten Delfzijl, Appingedam (dat liever voor de grote gemeente was gegaan) en Loppersum per 2021 te fuseren tot een nieuwe gemeente die circa 46.000 inwoners telt.

### Stedenbanden
De gemeente Delfzijl had de volgende partnersteden:
- Amsterdam (Nederland), sinds 2010[10]
- Aubenas (Frankrijk)
- Cesenatico (Italië)
- Schwarzenbek (Duitsland)
- Shunan (Japan)[11]
- Sierre (Zwitserland)